# Ariantes
Ariantes (Ariantas, en antiguo griego: 'Αριαντάς) fue un rey de los escitas quien, para poder conocer el número de súbditos que tenía, ordenó a cada uno de ellos llevarle una flecha, para así contarlos con mayor facilidad. Con estas flechas hizo un monumento que se instaló en Exampaeus, entre los ríos Borístenes e Hipanis.